# 蒙古情報總局
蒙古情报总局（英语：General Intelligence Agency of Mongolia，GIA），是蒙古国政府的情报机构，由蒙古国总理直接领导。其总部设在蒙古国首都乌兰巴托。情报总局雇用了几百名员工，作为早期预警系统以提醒蒙古政府注意国家安全威胁。它收集和评估各种领域的信息，如国际恐怖主义、有组织犯罪、武器和毒品贩运、洗钱、非法移民和信息战。
情报总局成立于蒙古人民共和国建立前的1922年，在苏联克格勃的支援下建立。蒙古国历史上，情报总局曾经在大镇压、苏日战争和冷战期间发挥重要作用。

## 名称沿革
- 国土安全局（1922-1933）
- 国土安全总局（1933-1936）
- 内政部（1936-1955）
- 军事和社会安全部（1955-1959）
- 社会保障部（1959-1990）
- 国土安全总局（1990-1994）
- 中央情报局（1994-1996）
- 国家安全部（1996-2000）
- 情报总局（2000年起）